# Mare Insularum

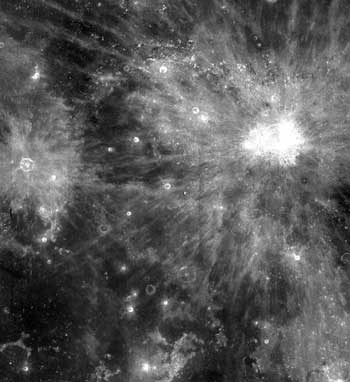
O Mare Insularum entre as crateras Kepler (esq) e Copernicus (dir), na Lua

Mare Insularum (Latim: "Mar de Ilhas") é um mare lunar ao Sul do Mare Imbrium, na Lua.
O terreno da bacia é formado por material bastante antigo da formação do Imbrium, misturado a material mais recente. Insularum é limitado pelas crateras Copernicus ao Leste e Kepler ao Oeste. Sua fronteira Sul é ligada ao Oceanus Procellarum.